# Aphytis melanostictus
Aphytis melanostictus är en stekelart som beskrevs av Compere 1955. Aphytis melanostictus ingår i släktet Aphytis och familjen växtlussteklar. Inga underarter finns listade i Catalogue of Life.